# Roucy
Roucy é uma comuna francesa na região administrativa de Altos da França, no departamento de Aisne. Estende-se por uma área de 6,96 km². Em 2010 a comuna tinha 404 habitantes (densidade: 58 hab./km²).